# Gloria Bejarano Almada
Gloria Bejarano Almada (sinh ngày 05 tháng hai 1952 Mexico City) là một chính khách, nhân vật công chúng người Costa Rica gốc México và cựu Đệ nhất phu nhân của Costa Rica. Bejarano, vợ của cựu Tổng thống Costa Rica Rafael Ángel Calderón Fournier, từng là Đệ nhất phu nhân của đất nước từ năm 1990 đến năm 1994.

## Tiểu sử
Bejarano kết hôn với chồng vào ngày 25 tháng 2 năm 1975. Trong thời gian làm Đệ nhất phu nhân, bà đã lãnh đạo nỗ lực thành lập Trung tâm Khoa học và Văn hóa của người Costa Rica, mở tại một nhà tù cũ vào ngày 27 tháng 4 năm 1994. Trung tâm chứa Bảo tàng los Niños, Phòng trưng bày Quốc gia và Thính phòng Quốc gia.
Bejarano, một thành viên của Đảng Thống nhất Kitô giáo Xã hội (PUSC), đã được bầu vào Hội đồng Lập pháp của Costa Rica từ khu vực lập pháp thứ 16 của San Jose trong cuộc tổng tuyển cử năm 2010. Cô phục vụ trong Hội đồng Lập pháp từ năm 2010 đến 2014.
Gloria Bejarano Almada, người sinh ra ở Mexico City, là con gái của cố bác sĩ và chính trị gia người Mexico, Armando León Bejarano, cựu Thống đốc Morelos từ năm 1976 đến 1982. Có một khu phố được đặt tên cho bà ở Jardines de Ahiatedpec, Cuernavaca, Morelos (mã bưu chính 62304) 